# Sicilská básnická škola

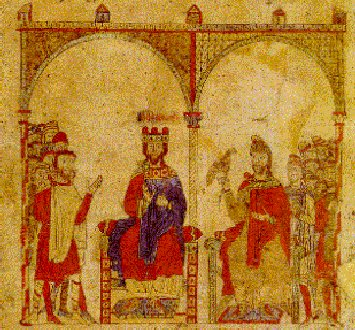
Fridrich II. a jeho dvůr (středověká miniatura)

Sicilská básnická škola, it. scuola siciliana byla skupina básníků píšících převážně v třicátých a čtyřicátých letech 13. století soustředěná na dvoře císaře Fridricha II. v Palermu.
Fridrich II., obdařený mnoha zájmy, zvaný provensálskými básníky chlapcem z Apulie byl iniciátorem a mecenášem sicilské básnické školy, což s povděkem kvitoval i Dante Alighieri. Sdružení básníků na císařově dvoře se rekrutovalo z řad jeho dvorských úředníků a na rozdíl od svých vzorů z Provence nebyli tito muži na své básně existenčně odkázáni a své verše tvořili spíše pro sebe navzájem a pro císaře než pro nedostižné vdané dámy.
Básně byly psány v tzv. siciliano aulico vzniklém ze zlidovělé latiny. Mezi představitelé sicilské básnické školy patří samotný císař Fridrich se svými syny Jindřichem, Enziem a Manfrédem a dvorští úředníci Rinaldo d’Aquino, Pier delle Vigne, Guido delle Colonne, Stefano Protonotaro da Messina, Iacopo Mostacci a Giacomo da Lentini.